# Zooparc de Trégomeur
Le zooparc de Trégomeur est un parc zoologique situé sur 14 hectares dans une vallée de la commune de Trégomeur dans le département des Côtes-d'Armor en Bretagne, inauguré le 28 avril 2007.
Propriété du département des Côtes-d'Armor, il s’agit d’un projet ayant pour mission, la conservation des espèces et la présentation des animaux dans leur écosystème.

## Historique
Aménagé sur le site d'un ancien camping dirigé par M. et Mme Arnoux, qui se rendaient alors régulièrement à Madagascar pour en ramener, comme c’était encore possible à l’époque, des lémuriens. Face à l'intérêt des gens, ils prennent la décision de transformer leur camping en un petit parc zoologique qui est alors créé en 1960 et géré par ces mêmes personnes[source insuffisante].

### Années 2000
En 2001, à la suite de problèmes de reprise du parc, le conseil départemental est sollicité pour le reprendre[source insuffisante]. Le parc est repris deux ans plus tard par cette collectivité et des appels d'offres sont lancés pour moderniser le parc. 
Le département des Côtes-d'Armor prend ensuite la décision de retenir les candidatures d'Olivier de Lorgeril, responsable du zoo de la Bourbansais comme exploitant, et le cabinet Interscène - Thierry Huau comme maître d’œuvre du projet d'aménagement du futur zoo ; ce projet est adopté par le Conseil départemental dès 2004. La phase des grands travaux commence en 2006 et après un an et demi de travaux pour un coût estimé à 5,9 millions d’euros, le nouveau parc zoologique qui comprend 8,5 ha de terrain supplémentaire rouvre au public le 28 avril de l'année suivante,.

### Années 2010
Diverses installations et ajout d'animaux sont effectués dans le parc :
- 2010 : maison Thaï, lémur à ventre roux.
- 2012 : volière de Chine.
- 2015 : le parc accueille des rats des nuages et des loris lent pygmée dans son nouveau Noctu« rat »ma, plus une nouvelle aire de jeux.
- 2016 : le parc accueille des fuligules de Baer, des perruches de Derby, des muntjacs de Reeves.
- 2017 : des lions d'Asie et planète fourmis à l'occasion des dix ans de la renaissance du parc[7].
- 2020 : un tapir malais[8]

En 2022 : le musée connait des problèmes de sécheresse. La structure accueille cependant des animaux évacués du zoo du Bassin d'Arcachon de La Teste-de-Buch lors de l'épisode des grands feux de forêt de 2022 en Gironde.

## Données économiques et opérationnelles

### Visiteurs
Durant la période des époux Arnoux, la fréquentation était de 50000 visiteurs annuels.
- En 2011, la fréquentation du parc était de 80000 visiteurs.
- En 2018, la fréquentation du parc était de 88000 visiteurs.

Le conseil départemental des Côtes-d'Armor souhaite que le nombre passe à 100000 visiteurs annuels.

### Présentation du parc

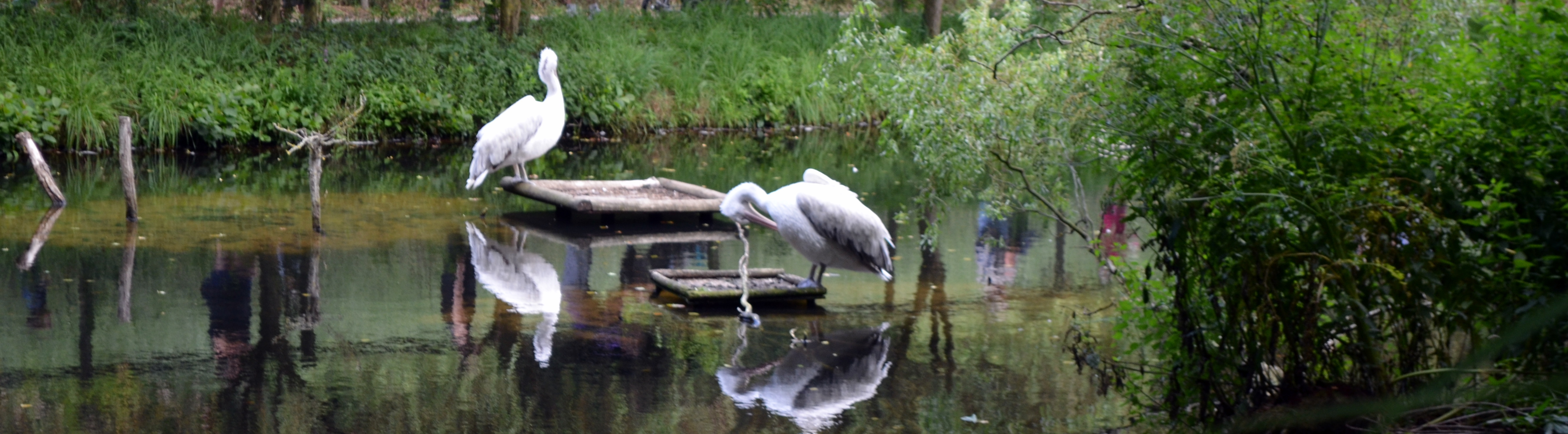
Pélicans dans le zooparc

Dans le nouveau concept du zoo, la présentation des animaux se concentre sur ceux originaires du continent asiatique, tout en gardant la présentation des lémuriens. Les enclos sont étudiés pour respecter les conditions environnementales de chaque animal.

### Direction
En 2012, le parc est dirigé par Olivier de Lorgeril, qui est le responsable du zoo de la Bourbansais en Ille-et-Vilaine.